# SS Leporis

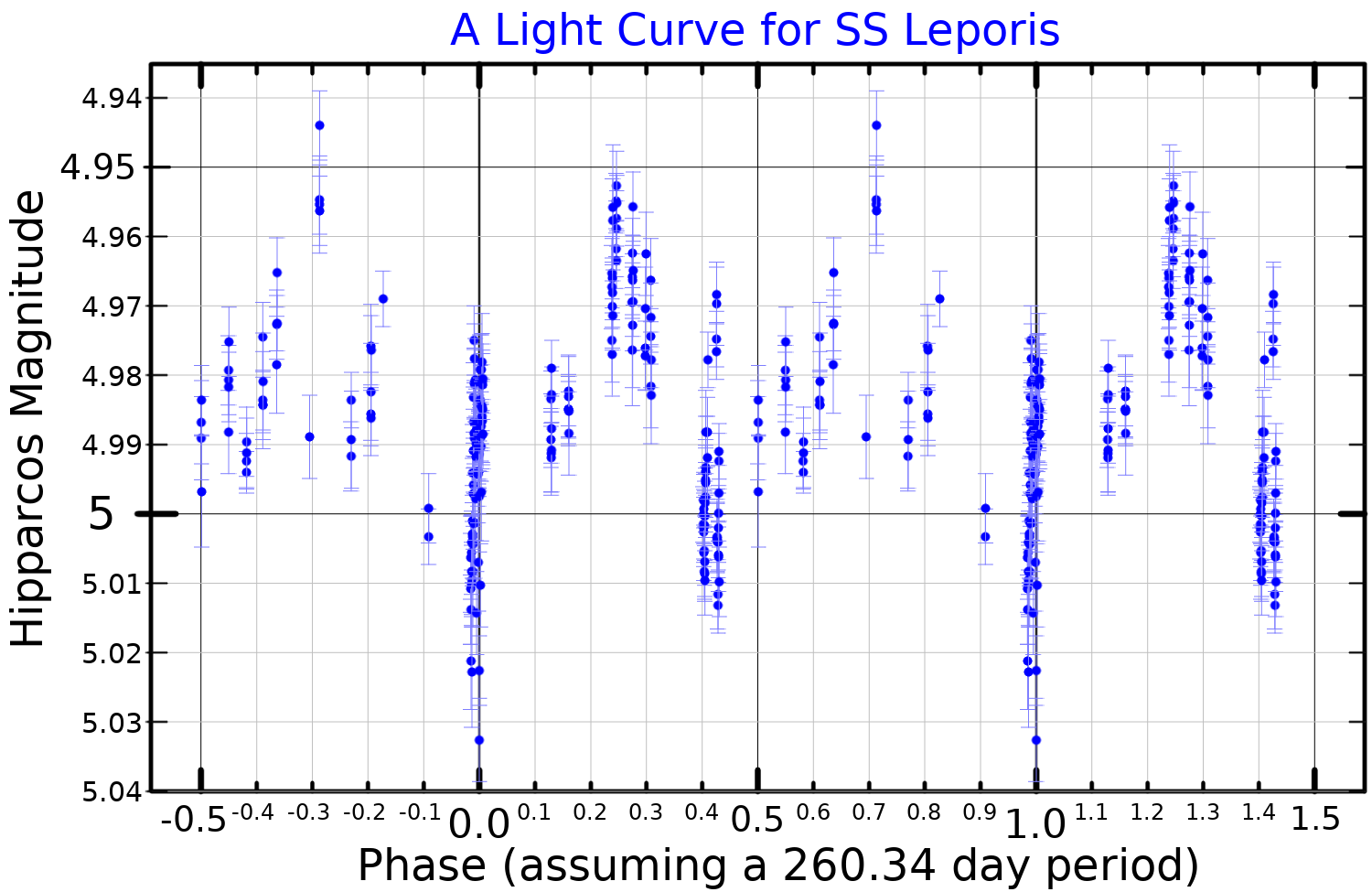
Curva de luz de SS Leporis, a partir de datos de Hipparcos

SS Leporis (SS Lep) es una estrella variable en la constelación de Lepus, también conocida por su denominación de Flamsteed 17 Leporis. La paralaje medida por el satélite Hipparcos (3,05 milisegundos de arco), la sitúa a 1070 años luz del sistema solar.
SS Leporis es una estrella binaria cercana formada por una estrella blanca de tipo espectral A1 y una gigante roja. Constituye una binaria semidesprendida; la gigante roja llena su lóbulo de Roche, existiendo transferencia de masa desde esta hacia su compañera, la estrella blanca. Esta última probablemente era originariamente una estrella blanca de la secuencia principal; sin embargo, debido a la masa adquirida, ha aumentado su tamaño y luminosidad, estando hoy sin lugar a dudas por encima de la secuencia principal en el diagrama de Hertzsprung-Russell. De hecho, su radio —aproximadamente 18 veces mayor que el del Sol— es unas diez veces más grande que el correspondiente a una estrella A1V de la secuencia principal —compárese con el de Merak (β Ursae Majoris) o α Lacertae, por ejemplo. Su temperatura efectiva es de 9000 ± 250 K.
La gigante roja, de tipo espectral M4-M6, tiene una temperatura de 3250 K. Con un radio 110 ± 30 veces más grande que el radio solar, pierde materia que se acumula en un disco circumbinario —un disco que rodea ambas estrellas—, cuya temperatura es de aproximadamente 1250 K. La masa actual de esta estrella es una cuarta parte de la de su compañera. El período orbital del sistema es de 260,34 días.